# Horokiwi
Horokiwi est une banlieue externe du nord de la cité de Wellington, qui est la capitale de la Nouvelle-Zélande .

## Situation
C’est une zone semi-rurale et en particulier, il n’y a pas d’école.
La plupart des enfants suivent les cours dans l’école à proximité au niveau de Lower Hutt, et dans l’aire de recrutement de l’école primaire, qui est "Korokoro". 
Le seul caractère particulier du secteur en dehors des maisons et des fermes, est la présence de la carrière de Horokiwi. 
Le village est limité au nord par la vallée de la vallée de Takapu, à l’est par la cité de Lower Hutt, au sud par le mouillage de Wellington Harbour (en) à l’ouest par les banlieues de Grenada North, Woodridge et de Newlands.

## Accès et routes
Le seul accès à Horokiwi se fait via ‘Horokiwi Road’, une route, qui grimpe sur la colline à partir de son embranchement avec l’autoroute allant de la ville  de Petone à la cité de  Wellington. 
Il y a seulement 5 rues ou routes qui sont:  ‘Horokiwi Road’, ‘Hillcroft Road’, ‘Lincolnshire Road’, ‘Woollaston Way’ et ‘Van Der Velden Way’. 
Cette dernière court sur approximativement 6,5 km, et le dernier kilomètre atteint finalement Belmont Regional Park (en) et devient beaucoup plus étroite. 
Elle fournit aussi une vue spectaculaire sur la ville de Lower Hutt, sur le mouillage de Wellington Harbour (en), et les autres banlieues du nord de la cité de Wellington telle que Tawa et Grenada Nord.
Depuis 2010, le seul accès à Horokiwi est à partir de la voie de sortie nord de la route nationale 1, causant un détour d’environ 8 km pour les résidents voyageant à partir du nord  .
Le Caribbean Avenue Reserve peut être atteint à partir de ‘Horokiwi Road’.

## Histoire initiale de Horokiwi
La zone de ‘ Horokiwi/Korokoro’ a historiquement été une zone de circulation entre la vallée de Hutt et la ville de Porirua.
Les colons Européens dans le district au cours de la première partie du XIXe siècle voyageaient pour la plupart sur les chemins bien tracés par les Maori.
En 1880, un colon important de Wellington nommé James Coutts Crawford (en) écrivit à la suite de son arrivée en Nouvelle-Zélande à la fin de l’année 1839 à propos de ce voyage vers le District de Kapiti Coast en direction de Port Nicholson, ancien nom de Wellington Harbour (en):
"Passant Titahi Bay, et la jolie petite plage de Porirua, nous entrâmes dans le bush principal, et remontions le ruisseau, selon une ligne, qui correspond à présent au trajet de la route, qui s’étire là. Nous avons traversé le torrent au moins 70 fois sur toute la longueur de la montée jusqu’à arriver au sommet de la chaîne dominant Korokoro. 
Sur toute la distance traversée, à l’exception de quelques petites taches de culture au niveau de Porirua, la montée se fit à travers une forêt dense et non exploitée.
La vallée de Hutt se présentait comme une forêt profonde avec des arbres gigantesques et un grand pa était visible au niveau de "Pitone". Comme nous descendions la colline, notre avancée fut bloquée par la masse d’une forêt nouvellement abattue, qui avait été éclaircie et était prête à être brûlée ; Notre escorte commença alors à armer les fusils pour attirer l’attention des pécheurs et comme nous descendions la colline, les canoës approchèrent de la berge si bien que quand nous les avons atteints, ils étaient là à nous attendre."
.
Elsdon Best (en) rapporta aussi que de nombreux parmi les premiers voyages des Européens à travers le district furent réalisés en utilisant les vieux chemins Maori, le principal d’entre eux passant à travers les collines à partir du cours d’eau nommé "Korokoro Stream" en direction de "Tawa Flat" et au-delà vers Porirua.
Best décrivit le chemin nommé "Korokoro track" comme commençant sur le côté sud du ruisseau "Korokoro Stream", tout près de son embouchure. Il montait ensuite à travers le bush sur une colline raide et suivait la ligne de crête vers la vallée de Takapu en direction du ruisseau " Kenepuru Stream " et vers Porirua.
Après que le village de Petone a été retiré et relocalisé à son site actuel de Wellington, le chemin à partir de Kaiwharawhara à travers les collines de "Paerau hill"’ ne fut plus utilisé.
Ce chemin joint avec celui de Korokoro au niveau de Takapu, conduisait ensuite à Porirua.